# Världsarvskonventionen
Världsarvskonventionen (Konventionen om skydd för världens kultur- och naturarv) är en konvention som syftar till att få de undertecknade länderna att säkra skyddet för sina natur- och kulturarv. Konventionen instiftar också begreppet världsarv och statuerar hur organisationen kring detta ska se ut och fungera.
Varje land som är anslutet till konventionen uppmanas att göra en förteckning över de kultur- och naturarv som man anser platsar att bli ett världsarv. Denna lista kallad ”tentative list”, försökslista, här kallad lista över förslag till världsarv. Från denna lista gör länderna nomineringar. För världsarvslistan ansvarar en av konventionen instiftad mellanstatlig kommitté kallad världsarvskommittén. Nomineringarna behandlas av världsarvskommittén som beslutar om det nominerade objektet ska sättas upp på världsarvslistan eller inte.

## Bakgrunden till konventionen
Redan i Haagkonventionen om skydd för privat egendom under väpnade konflikter som antogs 1954 finns en konvention om skydd av kulturföremål i händelse av väpnad konflikt. Frågans betydelse växte dock 1959 när Egypten beslutade bygga ut Assuandammen. Denna utbyggnad hotade att dränka Abu Simbel, ett av Egyptens stora kulturarv. För att rädda detta "världsarv" inledde Unesco, efter en förfrågan från Egyptens och Sudans regeringar, en stor internationell räddningskampanj.
Arkeologiska utforskningar påskyndades i området som riskerade att bli översvämmat. Dessutom beslutade man att flytta Abu Simbel och File. Sten för sten monterades de ner och återuppbyggdes på säker mark, 65 meter högre upp och 200 meter från vattenlinjen. Kampanjen kostade omkring 80 miljoner USA-dollar. Hälften av pengarna kom från ett antal givmilda länder. Bortsett från att man blev tvingad att flytta kulturarven var kampanjen oerhört framgångsrik. Man hade visat att man med internationellt stöd och samarbete kunde rädda ett för hela världen betydelsefullt kulturarv. Resultatet innebar att flera liknande projekt startades.

## Konventionen växer fram
1962 presenterade UNESCO rekommendationer angående skyddandet av kulturlandskap och platsers skönhet och karaktär (Recommendation on the Safeguarding of the Beauty and Character of Landscapes and Sites). Rekommendationen omfattar såväl naturliga områden som mänskligt skapade områden.
Idén att kombinera bevarandet av såväl kulturplatser som naturområden kom från USA. På en konferens i Vita huset i Washington, D.C.. 1965 föreslogs en Världsarvsfond (World Heritage Trust), som skulle stimulera internationellt samarbete för att bevara världens mest enastående naturliga och scensiska områden samt historiska platser för dagens och morgondagens människor. 
4 november 1966 drabbades både Florens och Venedig av omfattande översvämningar som orsakade stor förödelse. Vid samma tidpunkt höll UNESCO sin 14:de generalkonferens och Italiens regering bad därför denna om hjälp. Unescos svar blev en resolution där man drog igång en internationell kampanj för att rädda Florens och Venedig (International Campaign for Florence and Venice). 1968 utvecklade IUCN ett förslag för sina medlemmar som liknade den i Washington föreslagna världsarvsfonden. Unesco skrev sedan med hjälp av ICOMOS ett utkast till en konvention som skulle skydda våra kultur- och naturarv. 1970 antogs konventionen om betydelsen för skyddandet och förhindrandet av olaglig import, export och ägandebyten av kulturella innehav.

## Konventionen antas
Utkastet till konventionen presenterades på FN-konferensen om Mänsklig miljö (United Nations conference on the Human Environment) i Stockholm som hölls 5-16 juni 1972 och populärt kommit att kallas Stockholmskonferensen 1972. Samma år, den 16 november, antogs den av Unescos generalförsamlings 17:e kongress i Paris. Konventionen om skydd för världens kultur- och naturarv (Convention Concerning the Protection of the World Cultural and Natural Heritage) kallas populärt i Sverige för världsarvskonventionen. 1978 skrevs de första tolv världsarven in på världsarvslistan.

## Konventionens syfte/mål
Konventionen syftar till att få de undertecknande länderna att säkra skyddet för sina natur- och kulturarv. Man vill också få de deltagande länderna att göra upp planer och bygga upp rapporteringssystem så att man kan hålla koll på världsarvens tillstånd och bevara dem i gott skick. Till sin hjälp har länderna världsarvskommittén, som enligt konventionen ska ställa upp med teknisk assistans och erbjuda professionell utbildning till länderna samt ge bidrag för att rädda de mest hotade världsarven.
Konventionen har inneburit att många länder har byggt upp en ordentlig organisation för att ta ansvar för sina natur- och kulturarv och gjort medborgarna i länderna medvetna om dessa. Många av världsarven som tidigare varit okända har blivit stora turistmagneter.

## Konventionen idag
Sedan den 31 januari 2017 är 193[4] länder anslutna till konventionen (inklusive USA och Israel som båda lämnade Unesco i januari 2019[5]), därav har 106 ratificerat den, 84 antagit den (71 ”acceptance” och 13 ”notification of succession”) samt 3 anslutit sig (”acceded”) till konventionen. USA var först med att ratificera konventionen och gjorde detta redan den 7 december 1973. 
Bland de nordiska länderna var Norge först. Norge ratificerade konventionen den 12 maj 1977, därefter kom Danmark den 25 juli 1979. Sverige skrev under konventionen först 1984 och ratificerade densamma den 22 januari året efter. Finland ratificerade konventionen 4 mars 1987 och Island 19 december 1995. 
Grönland är bundet till konventionen och har idag ett objekt på världsarvslistan. Det självstyrande Färöarna som liksom Grönland tillhör Danmark är däremot inte bundet till konventionen. Det självstyrande Åland i Finland har ännu inte anslutit sig till konventionen.

### Konventionstexten på olika språk
- Arabiska
- Engelska
- Finska
- Franska
- Kinesiska
- Portugisiska
- Ryska
- Spanska
- Svenska
- Svenska  PDF